# Iubarta
La iubarta, xibarta, jubarta, balena amb gep, balena geperuda o rorqual geperut (Megaptera novaeangliae) és un misticet inconfusible pel seu cos cobert de tubercles dèrmics de forma arrodonida i la seva aleta dorsal en forma de gepa. El seu nom llatí vol dir 'gran aleta de Nova Anglaterra' fent esment a l'abundància de l'espècie a les costes del nord-est dels Estats Units i a la desorbitada grandària de les seves aletes pectorals, que semblen ales i poden arribar a tenir fins a 5 m de llargada.
És una balena de mida mitjana (14-15 m i unes 40-50 tones de pes). Les femelles són uns 40 a 70 cm més grosses que els mascles.

## Distribució, hàbitat i situació
Les iubartes tenen una distribució cosmopolita i es troben des de les aigües fredes fins a les latituds equatorials de tots els grans oceans. A l'Atlàntic nord-oriental la població realitza migracions estacionals des de les àrees reproductives situades davant de les costes nord-africanes a l'hivern, fins a les zones d'alimentació al nord de Noruega i Islàndia a l'estiu. A les costes atlàntiques ibèriques l'espècie està en trànsit migratori durant la primavera i la tardor i és en general poc freqüent, tot i que alguns exemplars foren capturats per les operacions baleneres espanyoles i es coneixen nombrosos registres d'albiraments i avaraments.
Al Mediterrani, la presència de la iubarta es pot considerar poc menys que excepcional. Tots els registres d'aquesta espècie han estat fets al sector nord-occidental, la qual cosa fa suposar que corresponen a animals provinents de la població atlàntica. Companyo descrigué una suposada iubarta avarada a l'Escala l'agost del 1829, però la descripció que fa de l'exemplar és insuficient per assegurar que en realitat es tractava d'un exemplar d'aquesta espècie i, de fet, la seva llargada (15,5 m) sembla excessiva per tractar-se d'una iubarta. Es disposa també d'algunes cites antigues de l'espècie a les costes de França i d'una parella de iubartes, molt probablement una mare acompanyada del seu cadell, que foren vistes a mig camí entre les costes del Principat de Catalunya i les Illes Balears. Finalment, el febrer de 1990, un exemplar, aparentment jove, entrà a la cala d'Aiguablava (Costa Brava) i hi romangué durant un parell de dies, on pogué ser observat per un nombrós públic.

## Biologia, ecologia i comportament

Una iubarta nedant prop de la superfície

Winn i Reichley revisaren la biologia de l'espècie. La seva alimentació es basa en crustacis eufausiacis i una ampla varietat de peixos de mida petita com sorells, verats, sardines o anxoves. La captura de l'aliment s'acostuma a fer de manera cooperativa entre alguns individus, seguint pautes de comportament força elaborades. Per exemple, quan un grup de iubartes troba un banc de peix massa dispers, 4 o 5 individus se separen de la resta i comencen a nedar en cercles al voltant del banc, al mateix temps que deixen anar gran quantitat de bombolles d'aire. Aquestes bombolles, en pujar cap a la superfície, produeixen reflexos i sorolls que fan que el peix inicialment dispers es concentri. Un cop aconseguit això, les iubartes se submergeixen de nou i capturen per torns el peix congregat.
Les iubartes s'aparellen i pareixen en aigües tropicals i subtropicals. La gestació dura uns 11 mesos i els nounats fan entre 4 i 5 m de llargada. La duració del període de lactància és d'uns 5 mesos i el cadell esdevé independent quan té entre 7,5 i 9 m. La maduresa sexual s'assoleix entre els 4 i els 5 anys.

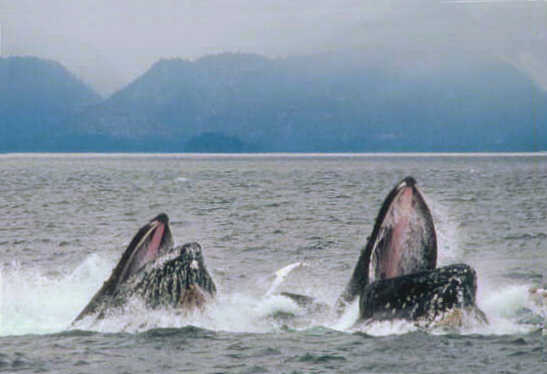
Un parell de iubartes alimentant-se

## Gestió i conservació
La iubarta està estrictament protegida pel Conveni de Berna (annex II) i es troba catalogada dintre de l'apèndix I del CITES. A la Llista Vermella de la UICN (edició de 2008), la iubarta està catalogada com a espècie amb un risc mínim d'extinció, una gran millora respecte a anys anteriors si es té en compte que el 1986 estava en perill d'extinció i el 1996 encara era vulnerable.
La seva excepcionalitat a la Mediterrània l'exclou de patir problemes d'interacció amb les activitats pesqueres o amb el desenvolupament del litoral.

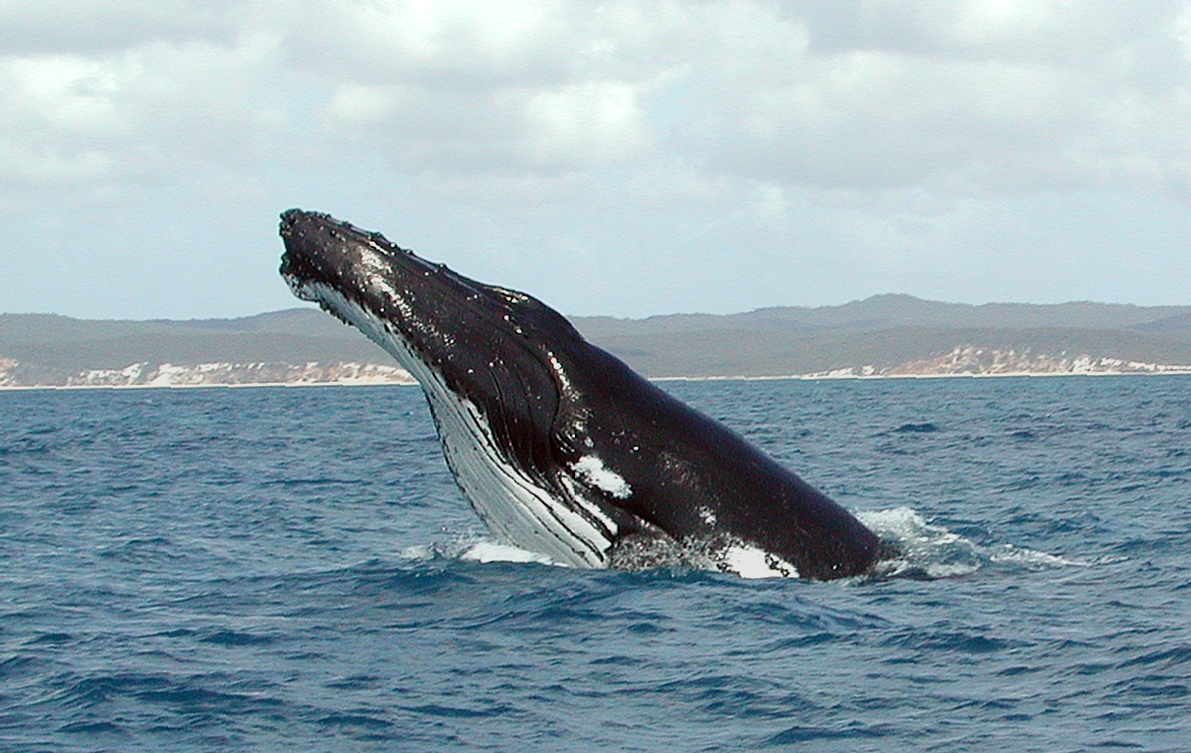
Un exemplar de iubarta prop de Hervey Bay, Queensland, Austràlia